# Championnat du monde masculin de volley-ball des moins de 19 ans 1991
Navigation
Dubaï 1989 Istanbul 1993
Le 2e Championnat du monde masculin de volley-ball des moins de 19 ans a été organisé à Portugal et se déroule en 1991.

## Classement final
| Place              | Équipe           |
| ------------------ | ---------------- |
| Médaille d'or      | Brésil           |
| Médaille d'argent  | Union soviétique |
| Médaille de bronze | Corée du Sud     |
| 4                  | Tchécoslovaquie  |
| 5                  | Argentine        |
| 6                  | Japon            |
| 7                  | France           |
| 8                  | Bulgarie         |
| 9                  | Portugal         |
| 10                 | Cuba             |
| 11                 | Bahreïn          |
| 12                 | Algérie          |